# نیت نسل‌کشی
نیت نسل‌کشی (انگلیسی: Genocidal intent) مقصود یا عنصر روانی جرم برای جنایت نسل‌کشی است. نیت نسل‌کشی یکی از عناصر جرم نسل‌کشی طبق کنوانسیون نسل‌کشی ۱۹۴۸ است. یک «بحث قصد» حل نشده در مورد اینکه آیا ترفند مستقیم (dolus directus) برای محکومیت به جرم نسل‌کشی باید اثبات شود یا اینکه آیا یک استاندارد مبتنی بر دانش باید برای محکومیت برای نسل‌کشی کافی باشد وجود دارد.